# ألان واتسون فيذرستون
ألان واتسون فيذرستون (بالإنجليزية: Alan Watson Featherstone)‏ هو مصور بريطاني، ولد في 10 فبراير 1954.